# Weißkappennoddi
Der Weißkappennoddi (Anous minutus) oder Weißkopfnoddi ist eine Art innerhalb der Unterfamilie der Noddiseeschwalben (Anoinae) in der Ordnung der Regenpfeiferartigen (Charadriiformes).

## Merkmale
Der Weißkappennoddi hat, wie alle anderen Noddis auch, ein graues bis rußig-schwarzes Gefieder mit einer scharf abgegrenzten silbrig-weißen Kappe. Sein Gefieder jedoch ist etwas dunkler als bei den anderen beiden Anous-Arten. Der Schwanz ist keilförmig mit einer leicht verjüngten mittleren Steuerfeder (Schwanzfeder) und auf dem heruntergelassenen Augenlid sind kleine weiße Markierungen.
Die maximale Körperlänge beträgt 37 cm, die Flügelspannweite bis zu 76 cm.

## Verhalten

### Brüten

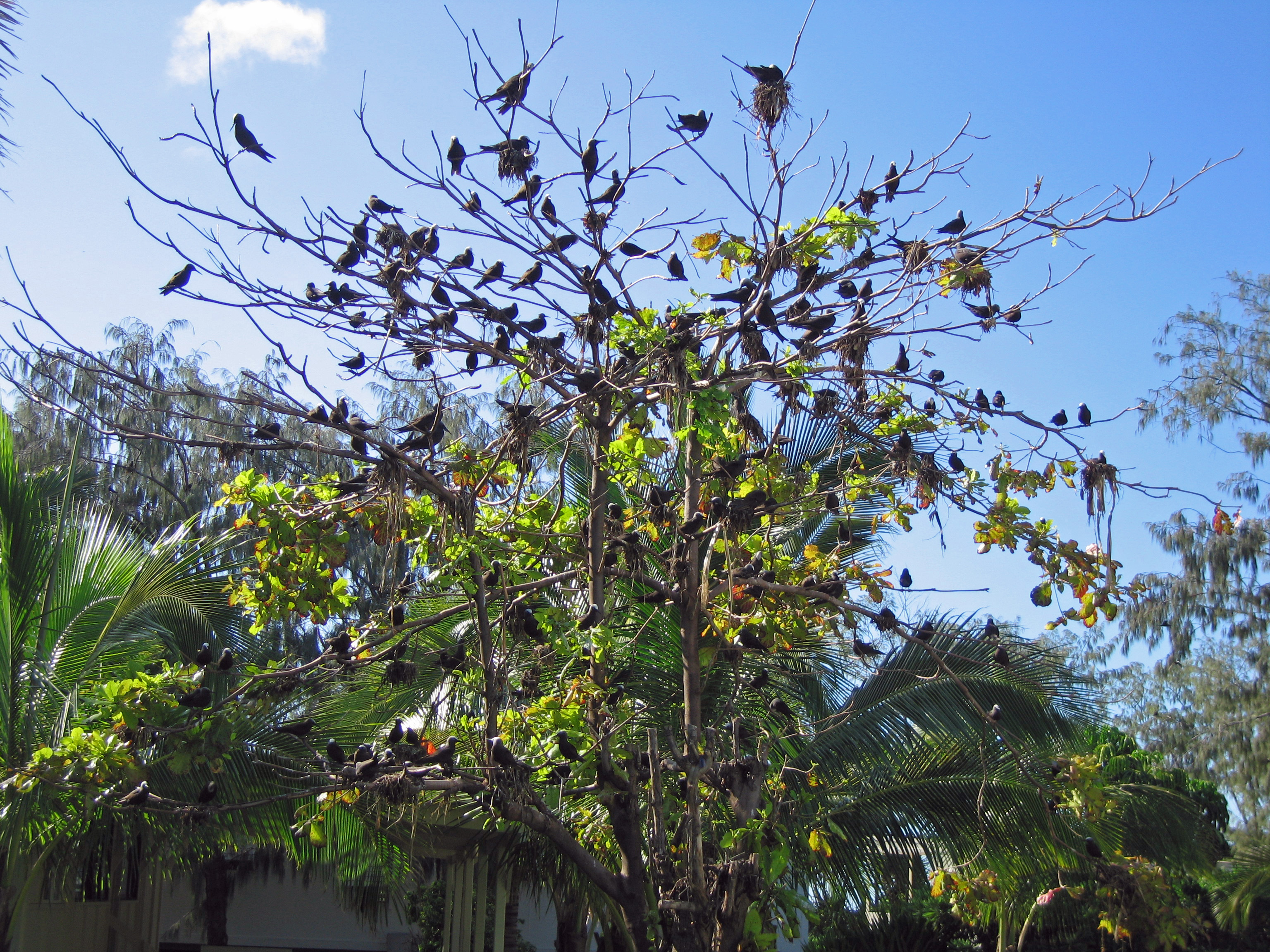
Weißkappennoddikolonie

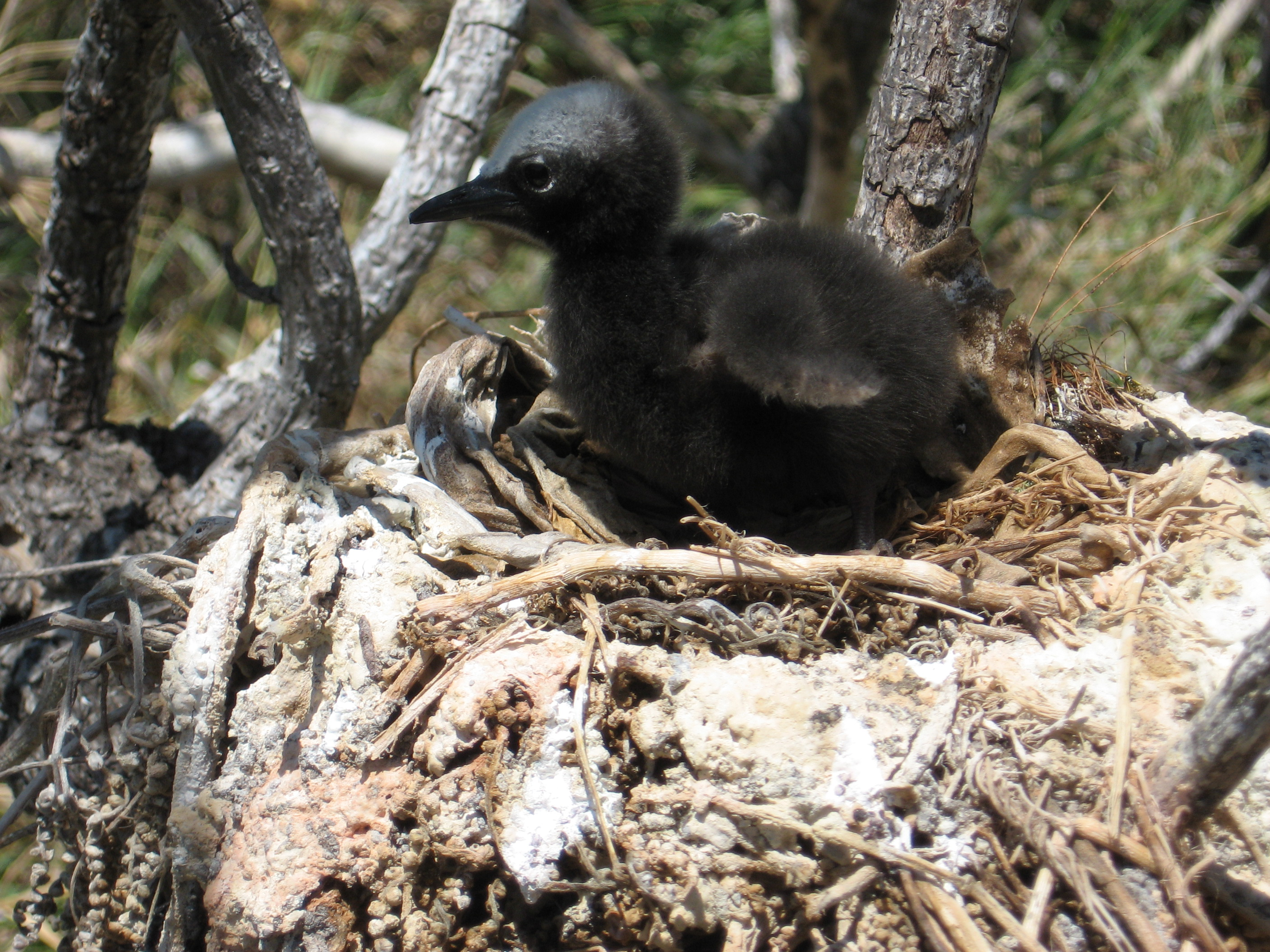
Noddiküken am Nest

Weißkappennoddis brüten in Kolonien in Bäumen oder Sträuchern. Ihr einziges Ei legen sie in ein selbst gebautes Nest aus Gras, Wurzeln und Guano (Seevogelkot). Die Brutzeit liegt in den Monaten zwischen September und Dezember.

### Jagd/Nahrung

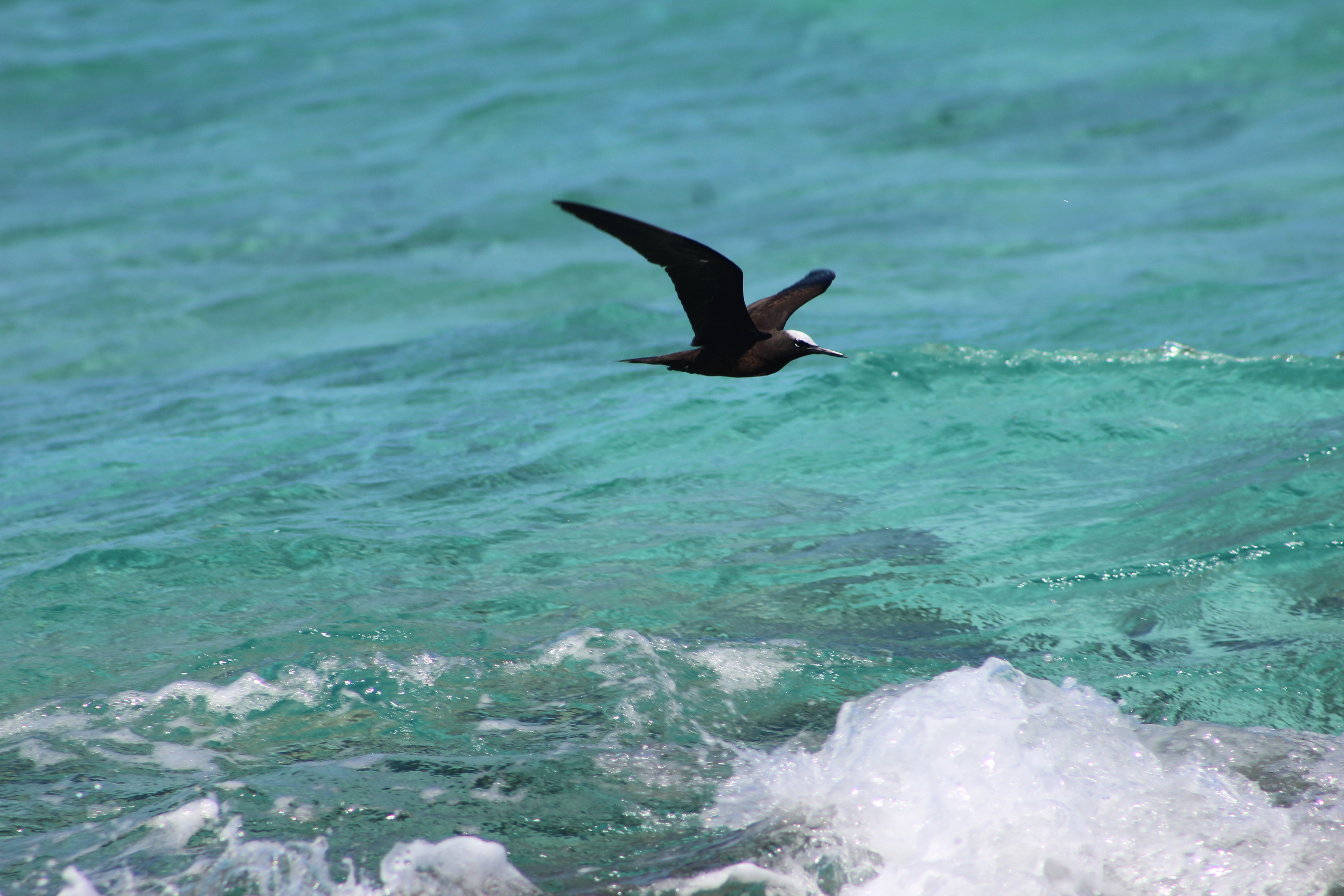
Weißkappennoddi im Flug

Weißkappennoddis jagen ausschließlich tagsüber, von frühmorgens bis kurz vor der Abenddämmerung.
Die Nahrung besteht hauptsächlich aus Fisch, den sich die Noddis von der Wasseroberfläche greifen. Sie schnappen sich jedoch auch kleine Wassertiere aus der Brandung nahe der Küste. Sie fliegen sehr schnell und wendig.

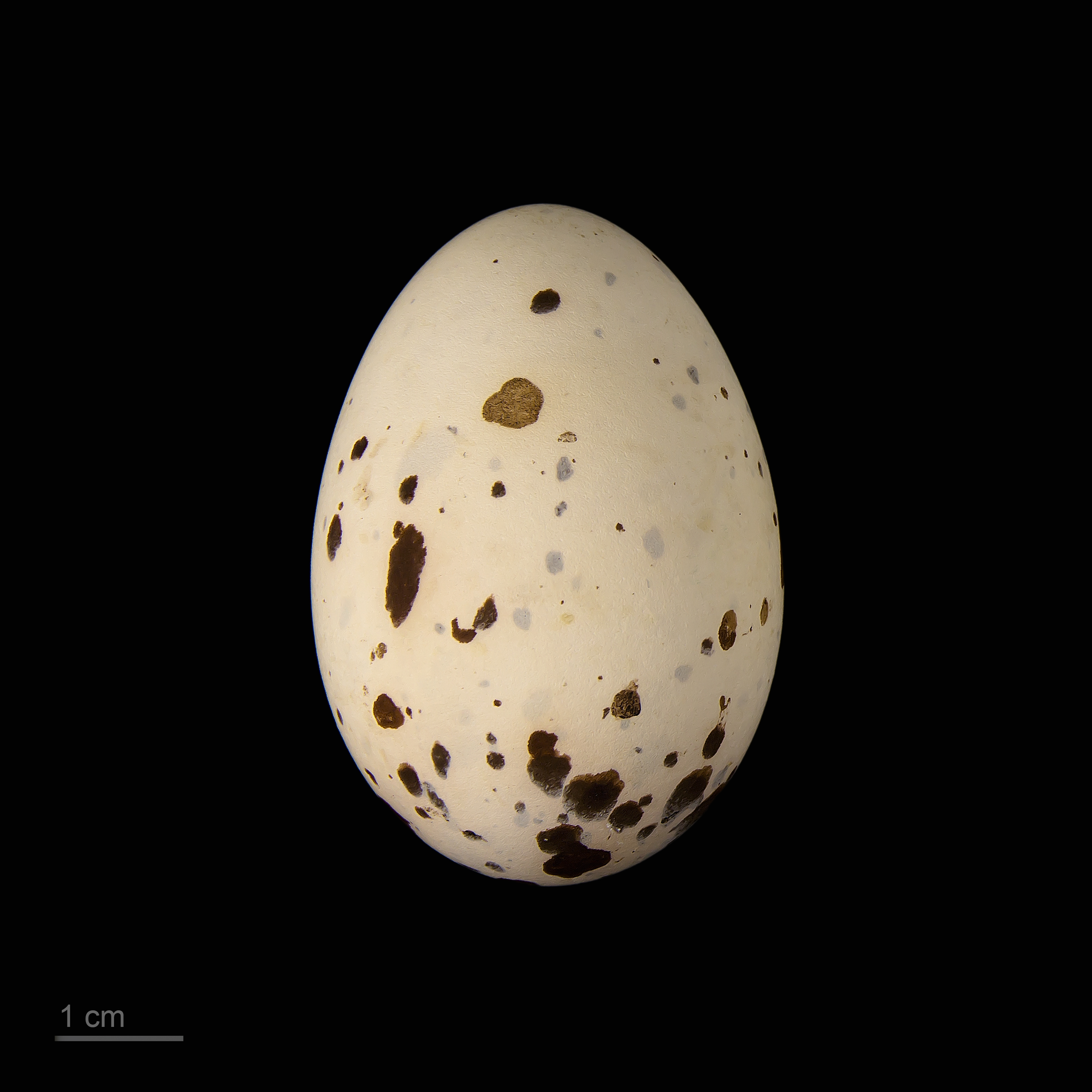
Anous minutus

### Stimme
Der Weißkappennoddi schreit harsch „Kir“ oder gerasselt „Chor“. Im Flug ist manchmal auch ein kreischendes „Krik-rik-rik“ zu hören.

## Systematik
Der Weißkappennoddi ist eine der fünf Arten der Noddiseeschwalben.
Näher verwandt ist er mit dem:
- Gewöhnlichen Noddi (Anous stolidus),
- Schlankschnabelnoddi (Anous tenuirostris),
- Blaunoddi (Procelsterna cerulea),
- Graunoddi (Procelsterna albivitta).

## Verbreitung und Lebensraum
Der Weißkappennoddi bewohnt hauptsächlich Meere, Inseln und Keys (Koralleninseln).
Die Verbreitung zieht sich durch alle tropischen Weltmeere sowie die dazugehörigen Küsten.
Die IUCN führt die Art in der „Roten Liste der gefährdeten Tierarten“ in der Kategorie Least Concern (nicht gefährdet).